# Crash Dive II
Crash Dive 2 (Originaltitel: Counter Measures) ist ein US-amerikanischer Spielfilm aus dem Jahr 1999. Es ist die Fortsetzung des Actionfilms Crash Dive aus dem Jahr 1997. Die Hauptrolle verkörperte erneut Michael Dudikoff, doch diesmal nicht als Kriegsmatrose James Carter, sondern als Captain Jake Fuller. Die Regie führte Fred Olen Ray. Der Inhalt spielt nach ähnlichem Muster wie Teil 1.

## Handlung
Captain Jake Fuller gehört zur Eliteeinheit der United States Navy Seals. Ein Mann, der niemals fackelt, sondern gleich zuschlägt. Der NATO-Repräsentant Zack Silver will mit dem neusten atomar angetriebenen (wieder fiktiven) russischen High-Tech-U-Boot „Odessa“ eine Routinefahrt durch den Indischen Ozean machen. Doch die Idylle täuscht, denn plötzlich kommen skrupellose Terroristen an Bord, um das Unterwasserboot an die irakische Regierung zu verkaufen. Jack Fuller wird auf den Fall angesetzt. Auch er kommt mit einem ROV-Skorpio-Unterwasserroboter an Bord. Fuller beginnt einen gnadenlosen Ein-Mann-Armee-Kampf gegen die Piraten, denn die Odessa soll so schnell wie möglich bombardiert werden. Ein fataler Fehler: Denn sollte das passieren, würde es zu enormen Menschenverlusten kommen, da die Odessa genug radioaktive Strahlen verstrahlen kann, um ganz Asien zu vernichten. Bei einem ultimativen Showdown kann Fuller das Leben von Milliarden Menschen retten und die Verantwortlichen zur Strecke bringen.

## Kritiken
„Nervt mit abgestandenen Regieeinfällen und schablonenhaftem Schauspiel.“